# Veyrier-du-Lac
Veyrier-du-Lac – miejscowość i gmina we Francji, w regionie Owernia-Rodan-Alpy, w departamencie Górna Sabaudia.
Według danych na rok 1990 gminę zamieszkiwało 1967 osób, a gęstość zaludnienia wynosiła 240 osób/km² (wśród 2880 gmin regionu Rodan-Alpy Veyrier-du-Lac plasuje się na 444. miejscu pod względem liczby ludności, natomiast pod względem powierzchni na miejscu 1262.).